# Estádio Nacional de Timor-Leste
O Estádio Nacional de Timor-Leste  (também conhecido como Estádio Municipal de Díli) é um estádio multi-uso em Díli, capital do Timor-Leste. 
É utilizado principalmente para jogos de futebol, possuindo capacidade para 5.000 pessoas. 

## Histórico
Em 2002, o estádio de Dili hospedou os cantores Kylie Minogue e John Farnham como uma recompensa para os australianos que estavam servindo na assistência para a independência do país. Em 2005, o estádio também recebeu o mundialmente famoso jogador de futebol português Cristiano Ronaldo. Até recentemente, o estádio tem sido um gigante adormecido em Díli e no ano 2006, milhares de timorenses foram alojados lá em decorrência da violência nas ruas da capital. 
Um torneio realizado entre jogadores nacionais timorenses, uma equipe da Polícia das Nações Unidas e as equipes combinadas da Austrália e Nova Zelândia foi realizado em maio de 2007. Jogar futebol em Timor Leste é difícil porque as temperaturas podem chegar a 40 graus Celsius e o campo do estádio é bastante duro, com o gramado ruim e com bastante falhas.
Em 2010, foi realizado no estádio o torneio Taça Mar de Timor. O estádio foi renovado em 2011, incluindo melhoras no campo e nos assentos. O Estádio de Dili é principalmente usado para as partidas do Campeonato Timorense de Futebol.

### Eliminatórias da Copa do Mundo
Em 12 de março de 2015, o estádio recebeu sua primeira partida internacional FIFA, entre a seleção de Timor-Leste e a Mongólia, em disputa válida pela primeira fase das Eliminatórias asiáticas para a Copa do Mundo de 2018. Posteriormente, partidas da segunda fase também foram realizadas nele.
No entanto, após isto, o estádio voltou a passar por reformas, para se adequar às exigências da FIFA. O trabalho deveria ter demorado um ano no máximo, mas acabou por decorrer muito lentamente, impossibilitando o seu uso pela seleção timorense nas Eliminatórias da Copa do Mundo FIFA de 2022, na partida contra a seleção da Malásia, em junho de 2019.
Em outubro de 2023, a FIFA anunciou um suporte de 3 milhões de dólares americanos para ajudar na conclusão das obras de adequação do estádio, que voltaria a receber uma partida entre Timor-Leste e Mongólia em setembro de 2024, pelas Eliminatórias da Copa da Ásia de 2027. No entanto, a reforma foi concluída somente em junho de 2025, para a realização dos Jogos da CPLP, sediados neste ano pelo país.

### Jogos da CPLP
Em 17 de julho de 2025, o estádio foi reinaugurado, recebendo a abertura dos XII Jogos Desportivos da CPLP. Esta foi a segunda vez que ele foi sede dos jogos, sendo a primeira vez em 2010. Além das cerimónias oficiais de abertura e encerramento, o estádio recebeu as partidas de futebol e as provas de atletismo.
Em 19 de julho, a seleção sub-16 de Portugal venceu a congénere de Timor-Leste, por 1-0, na primeira rodada do torneio de futebol, marcando a primeira partida internacional no estádio desde 2015.